# Motricité (sport)
Pour les articles homonymes, voir motricité.
Ensemble de fonctions corporelles assuré par le système locomoteur et le système nerveux permettant les mouvements et les déplacements. Techniquement, on parle d’acte moteur c’est-à-dire de l’unité de comportement. On trouve différentes catégories :
- la motricité réflexe : le geste est indépendant de la volonté.
- la motricité automatique : la volonté n’intervient que pour déclencher des gestes automatisés,
- la motricité volontaire : le geste est pensé avant d’être exécuté.

## Illustration enboxe pieds-poings

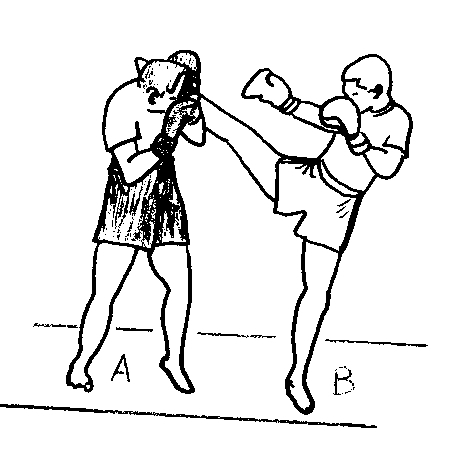
Couverture avec le bras et le gant lors d’un hight-kick : ici un geste automatisé à la suite de l'entraînement
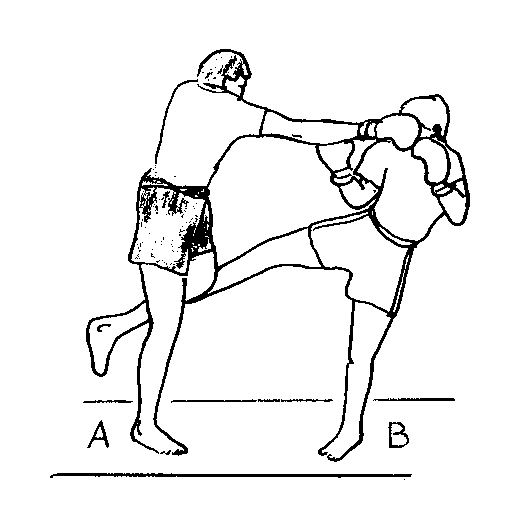
Absorption d’un coup de pied bas (low kick) associé d’un contre en direct plongeant : geste automatisé
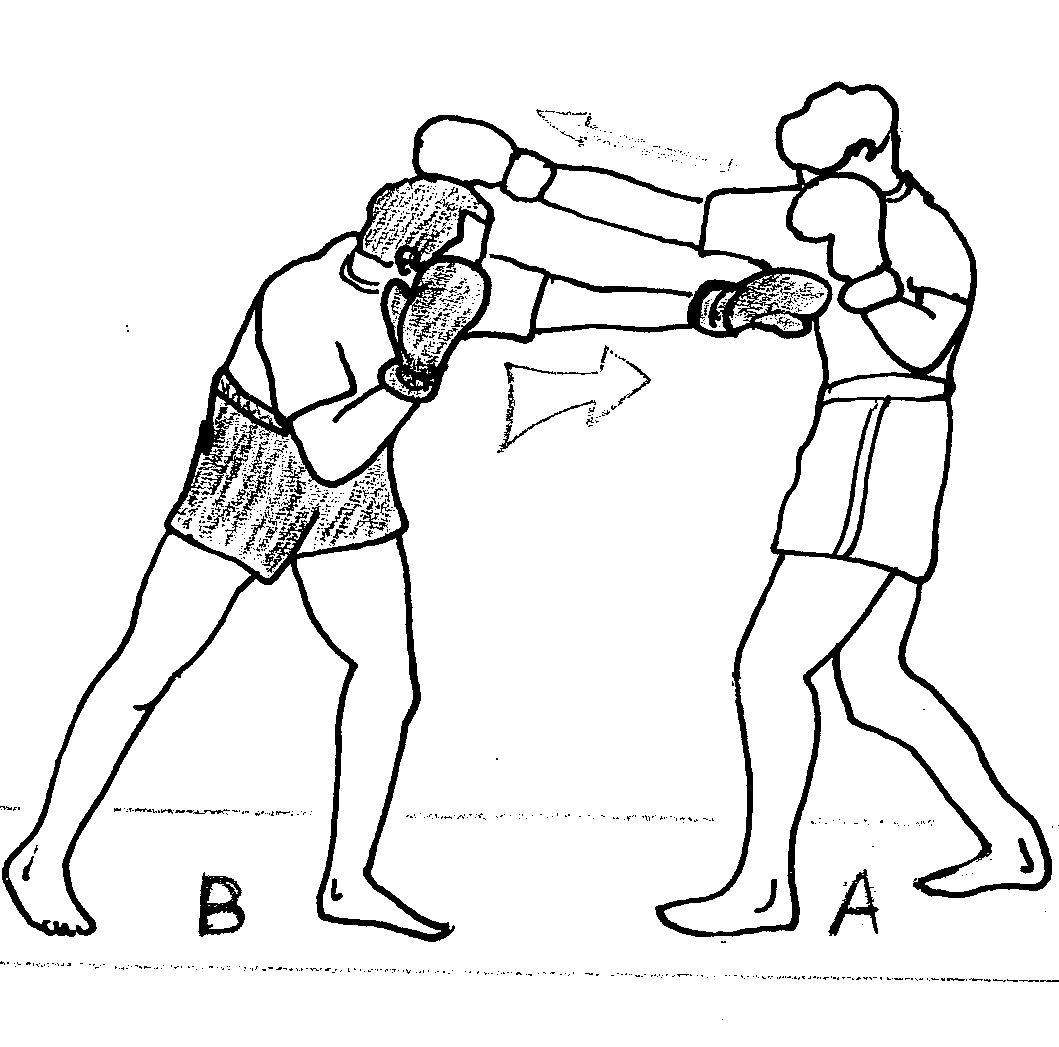
Contre en direct au corps lors d’une attaque adverse à la face : l’action est pensée et anticipée en fonction du geste prévisible adverse
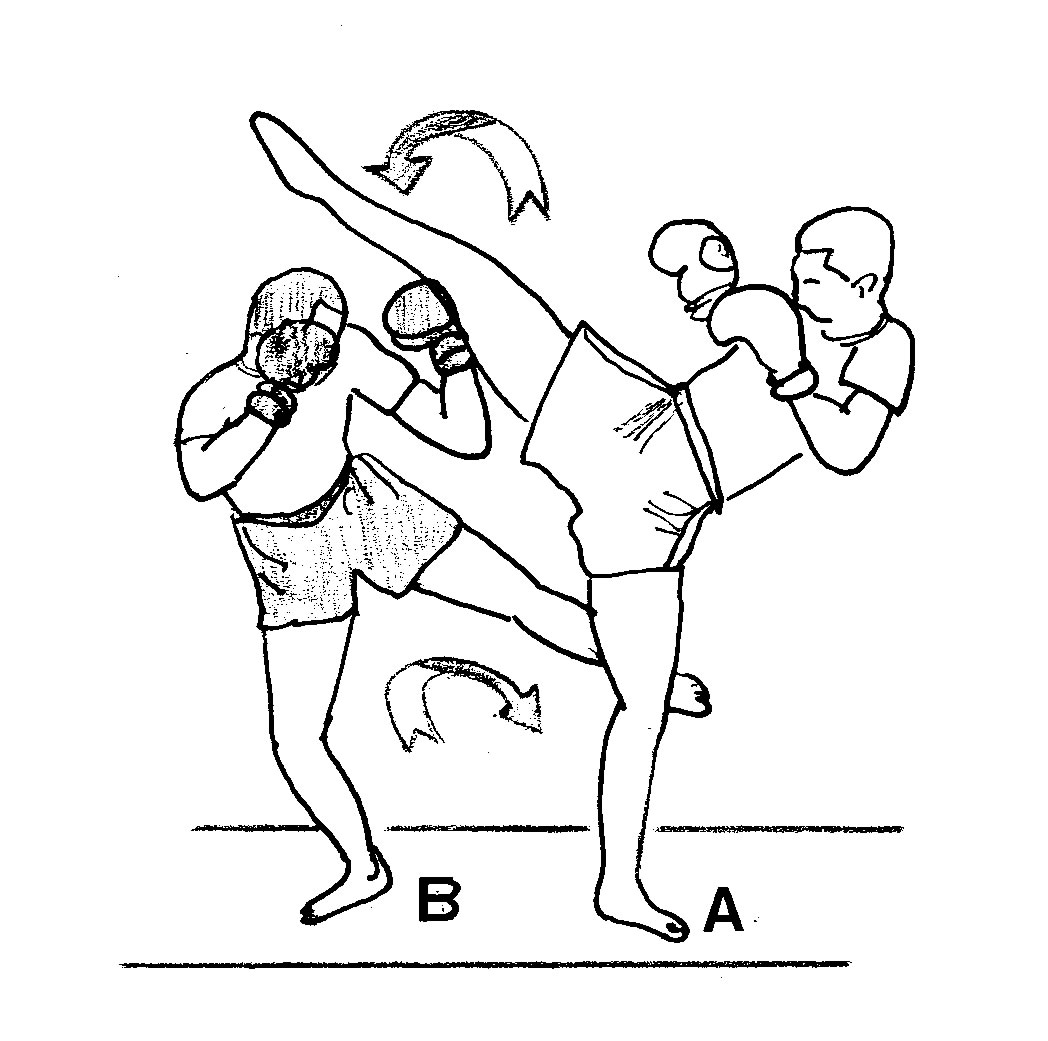
Contre en ligne basse lors d’une attaque adverse en ligne haute : l’action est pensée et anticipée

## Sources
- Durand, M., Motivation, traitement de l’information et acquisition des habiletés motrices in Vom Hofe (A) & Simonnet (R), recherches en psychologie du sport, EAP, Paris, 1987
- Famose, J.P., Durand, M., Aptitudes et performance motrice, Revue EPS, 1988
- Piéron.H, vocabulaire de psychologie, Ed. PUF, Paris, 1981
- Leplat, J. et Pailhous, J., L’acquisition des habiletés mentales : la place des techniques, Le travail humain n°44, 1981
- Ferré J., Philippe B., Leroux P., Sanou B., dictionnaire des APS, Ed. Amphora, Paris, 1998